# First Love (宇多田ヒカルの曲)
「First Love」（ファースト・ラブ）は、宇多田ヒカルの3枚目のシングル。1999年4月28日発売。

## 解説
- アルバム『First Love』からのシングルカット。累計出荷枚数96万枚のヒットとなる[2]。なお、アルバム『First Love』は累計売上800万枚を超えている。
- オリコンシングルチャートでの最高順位は12cm盤で記録した2位（2週連続）であるが、8cm盤も合算すると2週連続1位を獲得したことになる。ちなみに当時の1位はL'Arc〜en〜Cielの「HEAVEN'S DRIVE」（2週目）とDragon Ashの「Grateful Days」であった。
- 「First Love」はオリコンカラオケチャートで15週連続1位を記録。
- 2000年春の選抜高等学校野球大会の入場行進曲にも採用された。なお、この曲の中で「たばこ」という歌詞が出てくる事も有り、一部では採用に反対する声もあったという。
- デビュー10周年記念企画として2008年3月10日より4日間、着うたの無料ダウンロードが実施されたところ、ダウンロード数が70万件を突破した。
- 発売から15年後の2015年9月23日には、ミュージック・ステーション30周年記念特番『ウルトラFES 2015』にてウルトラHDリマスター版として、当時の歌唱シーンが再びO.Aされた。
- 長らく音楽番組では同曲の歌唱は披露されていなかったがデビュー25周年を迎えた2024年4月8日に同月10日発売のキャリア初となるベストアルバム『SCIENCE FICTION』の発売に合わせて『CDTV ライブ! ライブ!』（TBS系）に出演し24年ぶりに歌唱シーンが披露された[3]。
- 時代を超えたロングセラーであり、2018年6月度の日本レコード協会発表にてダウンロードでのダブル・プラチナ（50万DL）認定、2024年2月度にもストリーミングでのダブル・プラチナ（2億回再生）が認定された。[4]

## 収録曲
全作詞・作曲: 宇多田ヒカル。

### 8cmシングル
1. First Love(4:18)
編曲、ストリングス・アレンジ：河野圭
1999年TBS系テレビドラマ『魔女の条件』主題歌。
2014年NTT東日本CF曲。
2. First Love -Strings Mix(4:20)
ストリングス・アレンジ：河野圭
ストリングスがメインのインストゥルメンタルである。
3. First Love -Original Karaoke(4:18)
4. First Love -John Luongo Remix(4:07)
Remixed by John Luongo

### 12cmシングル
1. First Love(4:21)
編曲、ストリングス・アレンジ：河野圭
2. First Love -featuring David Sanborn(4:19)
基本的にボーカルや主な楽器はオリジナル・ヴァージョンと同じだが、デイヴィッド・サンボーンによるサックスが使われている。
3. First Love -Strings Mix(4:22)
ストリングス・アレンジ：河野圭
4. First Love -John Luongo Remix(4:09)
Remixed by John Luongo

## 参加ミュージシャン
- 宇多田ヒカル:all vocals

| First Love - 河野圭：keyboards、programming - 百々政幸：synthesizer programming - 飯田高広：synthesizer programming - 秋山浩徳：guitar - 後藤勇一郎ストリングス：strings First Love -featuring David Sanborn - デイヴィッド・サンボーン：Saxophone First Love -Strings Mix - 後藤勇一郎ストリングス：strings First Love -John Luongo Remix - フレッド・マクファーレン：keyboards、programming |

## 収録アルバム
First Love
- 『First Love』
- 『Utada Hikaru SINGLE COLLECTION VOL.1』
- 『SCIENCE FICTION』※2022 Mixとして収録

## Netflixオリジナルドラマ
2020年12月3日、本楽曲「First Love」と、同じく宇多田の「初恋」（2018年）にインスパイアされたNetflixオリジナルドラマ『First Love 初恋』の製作が決定したことが発表された。ドラマは、2022年にNetflixにて全世界同時配信。

## 他アーティストによるカバー
- 1999年、寺井尚子（アルバム『ピュア・モーメント』に収録）
- 2000年、桑田佳祐（自身のライブ「Act Against AIDS '00 桑田佳祐が選ぶ20世紀ベストソング」でカバー。未映像化）
- 2000年、デイヴ・コーズ（アルバム『The Dance』に収録）
- 2007年、SOTTE BOSSE（アルバム『innocent view』に収録）
- 2008年、スコット・マーフィー（アルバム『Guilty Pleasures 3』に収録）
- 2008年、中西保志（アルバム『STANDARDS 3』に収録）
- 2008年、ジェイク・シマブクロ（アルバム『一期一会』に収録）
- 2009年、押尾コータロー（アルバム『Tussie Mussie』に収録）
- 2010年、徳永英明（アルバム『VOCALIST 4』に収録）
- 2010年、JUJU（アルバム『Request』に収録）
- 2010年、エリック・マーティン（アルバム『Mr. Vocalist 3』に収録）
- 2010年、ボーイズ・II・メン（アルバム『Covered: Winter』に収録）
- 2012年、Ms.OOJA（アルバム『WOMAN -Love Song Covers-』に収録）
- 2013年、May J.（アルバム『Summer Ballad Covers』、『May J. W BEST -Original & Covers-』に収録）
- 2014年、クリス・ハート（アルバム『Heart Song Ⅱ』に収録）
- 2016年、渋谷すばる（アルバム『歌』に収録）
- 2016年、たなかりか（カバーアルバム『Japanese Songbook 2』に収録）
- 2017年、Nissy（ライブDVD『Nissy Entertainment 1st LIVE』に収録）[6]
- 2018年、島津亜矢（アルバム『SINGER 5』に収録）
- 2019年、富士葵（カバーアルバム『声 〜Cover ch.〜』に収録）
- 2019年、ジェジュン（カバーアルバム『Love Covers』に収録）
- 2020年、宮本浩次（カバーアルバム『ROMANCE』に収録）[7]
- 2022年、高木さん（高橋李依）（スマートフォンゲーム『からかい上手の高木さん キュンキュンレコーズ』に収録）
- 2022年、KIM CHAEWON（LE  SSERAFIM公式YouTubeにてカバー）[8]
- 2023年、藤牧京介（INI公式YouTubeにてカバー）[9]
- 2023年、高見文寧、阿部和、坂口梨乃、佐々木心菜（PRODUCE 101 JAPAN THE GIRLS 番組内でカバー）[10]
- 2025年、ヘチャン（NCT公式YouTubeにてカバー）[11]